# フランシスコ・エルソン
フランシスコ・エルソン（Francisco Elson）ことフランシスコ・マリーニョ・ロビー・エルソン（Francisco Marinho Robby Elson, 1976年2月28日 - ）は、オランダの元プロバスケットボール選手で。南ホラント州ロッテルダム出身。ポジションはセンター。213cm、106kg。

## 来歴
1999年、デンバー・ナゲッツからドラフト2順目41位で指名されるがすぐには契約せず。スペインリーグで3年過ごした後、2003年にNBA入り。最初の2年は平均14.0分の出場で3.6得点、3.1リバウンドの成績であったが、3年目になると先発に抜擢され、4.9得点、4.8リバウンドの成績を残す。
2006年6月、サンアントニオ・スパーズと2年6百万ドルの契約を結ぶ。この年、先発センターとして優勝を経験。しかし2008年2月21日、ブレント・バリーと共に、カート・トーマスとトレードされ。シアトル・スーパーソニックスへ移籍。この年のオフにミルウォーキー・バックスと2年3百万ドルの契約を結び、アンドリュー・ボーガットの控えとして活躍。
2010年2月18日、ジョディ・ミークスと共に、プリモ・ブレゼッチ、ロイヤル・アイビーとトレードされ、フィラデルフィア・セブンティシクサーズへ移籍。
2010年9月15日、ユタ・ジャズと契約。
2012年、フィラデルフィア・セブンティシクサーズと契約したが、その後すぐ退団した。

## プレイスタイル
ディフェンスに優れる守備型センター。細身だが押し負けることは少なく、ブロックにも優れる。ミドルシュートは上手く、オープンショットの精度は高い。経験豊富なロールプレイヤーだがファールが多く、オフェンスの選択肢は少ない。

## その他
- オランダ語、スペイン語、英語を話すことが出来る。